# Stavgångsvasan
Stavgångsvasan är en stavgångsvariant av Vasaloppet. Loppet hade premiär 2003.

### Fotnoter
1. ↑  ”Nu har 10.000 anmält sig till Vasaloppets sommarvecka 2011”. Vasaloppet. 14 juni 2011. Arkiverad från originalet den 18 april 2013. https://archive.is/20130418120533/http://www.vasaloppet.se/wps/wcm/connect/se/vasaloppet/start/nyheter/senaste/nyhet_nu_har_10000_anmalt_sig_110614. Läst 1 mars 2012.